# Championnat d'Estonie de football de deuxième division 2018
Navigation
Esiliiga 2017 Esiliiga 2019
Le Championnat d'Estonie de football D2 2018 est la 28e édition du second échelon du football estonien, l'Esiliiga. Elle se déroule de mars à novembre.

## Compétition
Le classement est calculé avec le barème de points suivant : une victoire vaut trois points, le match nul un. La défaite ne rapporte aucun point.
Critères de départage :
1. Le moins de matchs annulés ou reportés ;
2. Le nombre général de victoires ;
3. Faces-à-faces ;
4. Différence de buts dans les face-à-face ;
5. Meilleure différence de buts générale ;
6. Nombre général de buts marqués.

### Classement
| Rang | Équipe                 | Pts | J  | G  | N  | P  | Bp  | Bc | Diff |
| ---- | ---------------------- | --- | -- | -- | -- | -- | --- | -- | ---- |
| 1    | Maardu Linnameeskond T | 88  | 36 | 29 | 1  | 6  | 126 | 41 | +85  |
| 2    | Flora II Tallinn       | 71  | 36 | 21 | 8  | 7  | 115 | 31 | +84  |
| 3    | Levadia II Tallinn     | 61  | 36 | 18 | 7  | 11 | 67  | 56 | +11  |
| 4    | FC Elva                | 55  | 36 | 15 | 10 | 11 | 51  | 66 | -15  |
| 5    | Tarvas Rakvere         | 52  | 36 | 14 | 10 | 12 | 62  | 60 | +2   |
| 6    | Tartu Welco            | 42  | 36 | 12 | 6  | 18 | 44  | 78 | -34  |
| 7    | Santos Tartu           | 41  | 36 | 11 | 8  | 17 | 47  | 68 | -21  |
| 8    | Tallinna Kalev II P    | 39  | 36 | 10 | 9  | 17 | 37  | 52 | -15  |
| 9    | Keila JK P             | 35  | 36 | 10 | 5  | 21 | 41  | 88 | -47  |
| 10   | Nõmme Kalju II P       | 21  | 36 | 5  | 6  | 25 | 37  | 89 | -52  |

Promotion en Meistriliiga 2019
- Promotion
- Barrages de promotion

Relégation en Esiliiga B 2019
- Barrages de relégation
- Relégation

Rétrogradation en II liiga 2019
- Rétrogradation

Abréviations
- T : Tenant du titre
- P : Promus de Esiliiga B 2017

1. ↑  Le club décide de ne pas continuer en deuxième division et est relégué en II liiga[1].

### Barrage de promotion
Afin de déterminer le 10e club participant à la Meistriliiga la saison prochaine, le 9e de Meistriliiga affronte la deuxième meilleure équipe, qui n'est pas une réserve, d'Esiliiga en match aller-retour. Ici, c'est le FC Elva, 4e d'Esiliiga qui affronte FC Kuressaare, 9e de Meistriliiga.
Légende des couleurs
- Maintien en première division.
- Promotion en première division.
- Maintien en deuxième division.
- Relégation en deuxième division.

| Équipe       | Aller | Total | Retour | Équipe             |
| ------------ | ----- | ----- | ------ | ------------------ |
| FC Elva (D2) | 0 - 1 | 0 - 2 | 0 - 1  | (D1) FC Kuressaare |

### Barrage de relégation
Afin de déterminer le 10e club participant à l'Esiliiga la saison prochaine, le 8e d'Esiliiga affronte le 3e d'Esiliiga B. Mais en raison du retrait du Santos Tartu, c'est le 9e d'Esiliiga qui y participe. Elle oppose donc le Kohtla-Järve Järve, 3e d'Esiliiga B, au Keila JK 9e d'Esiliiga.
Légende des couleurs
- Maintien en deuxième division.
- Promotion en deuxième division.
- Maintien en troisième division.
- Relégation en troisième division.

| Équipe                  | Aller | Total | Retour | Équipe        |
| ----------------------- | ----- | ----- | ------ | ------------- |
| Kohtla-Järve Järve (D3) | 3 - 1 | 3 - 2 | 0 - 1  | (D2) Keila JK |